# Ryan Millar
Ryan Millar (San Dimas, 22 gennaio 1978) è un ex pallavolista statunitense.
Giocava nel ruolo di centrale.

## Carriera

### Club
Ryan inizia la sua carriera nelle giovanili dell'università di Palmdale, e nel 2000 approda nel massimo campionato italiano, nelle file di Forlì. Dopo la retrocessione della squadra romagnola si trasferisce a Montichiari, dove resterà fino al 2005, anno di trasferimento nella squadra di Trento. Dopo un anno di pausa dalla pallavolo giocata ritorna in campo nella Sparkling Volley Milano. Qui si trova coinvolto nelle problematiche della società, e per diversi mesi non riceve lo stipendio. Alla fine del campionato 2007-2008, a causa del fallimento della società milanese, si trasferisce in Turchia.

### Nazionale
La sua avventura in nazionale inizia nel 1998, e prosegue per 10 anni in un crescendo di successi. Le prime soddisfazioni riguardano la Coppa America, con il secondo posto nel 1999. Nella stessa competizione vince la medaglia di bronzo nel 2000, mentre salirà sul gradino più alto del podio nel 2007. Nel campionato nordamericano arrivano invece soltanto successi: medaglia d'oro per tre edizioni consecutive (2003, 2005 e 2007). In ambito continentale conquista anche una medaglia d'oro nell'edizione del 2006 della Coppa Pan-americana.

In campo internazionale sfiora la vittoria nel Grand Champions Cup 2005. Arrivano poi una medaglia di bronzo e una d'oro in due edizioni consecutive della World League.

Ryan è una pedina indispensabile nella nazionale che ha dominato la scena pallavolistica mondiale nel 2008. Dopo la vittoria della World League 2008, arriva il successo più importante: quello del torneo olimpico, arrivato sconfiggendo in finale il favorito Brasile con il risultato di 3 a 1.

### Allenatore
Finora l'unica esperienza di allenatore risale alla stagione 2006-2007. Dopo aver salutato Trento ritorna in patria, e fa l'assistente allenatore della BYU, l'Università dello Utah, uno dei college statunitensi più forti per quanto riguarda il volley. A fine stagione decide di riprendere l'attività agonistica e ritorna in Italia.

## Palmarès

### Premi individuali
- 2005 - Campionato nordamericano: Miglior muro
- 2005 - Grand Champions Cup: Miglior muro
- 2007 - USAV: Pallavolista maschile statunitense dell'anno
- 2008 - Qualificazioni ai Giochi della XXIX Olimpiade: Miglior muro